# Wing commander

Rukávové hodnostní označení hodnosti wing commander užívané RAF

Wing commander (zkratkou Wg Cdr nebo WGCDR, v minulosti i W/C) je vyšší důstojnická hodnost užívaná některými letectvy. Vznikla a stále se užívá v britském Royal Air Force a používá se také v řadě dalších vzdušných sil s historickými tradicemi spojenými s britskými, například zemích Commonwealthu a bývalých britských kolonií. Kromě toho se v britské angličtině příležitostně používá jako překlad odpovídajícího hodnostního stupně i pro země neužívající specifickou hodnostní terminologii pro letectvo.
V rámci NATO je podle standardizačního ujednání STANAG 2116 označená kódem OF-4, takže odpovídá komandérovi (fregatnímu kapitánovi) u námořních sil nebo podplukovníkovi v ostatních složkách.
Nižší hodností bývá squadron leader, vyšší group captain.